# Rameau ovarien de l'artère utérine
Le rameau ovarien de l'artère utérine est une artère de l'abdomen qui contribue à la vascularisation de l'utérus et de l'ovaire.

## Origine
Le rameau ovarien de l'artère utérine naît de la terminaison de l'artère utérine au niveau de l'angle supérieur et latéral de l'utérus.

## Trajet
Le rameau ovarien chemine dans le ligament large pour s'anastomoser avec l'artère ovarique.
Elle vascularise la partie supérieure de l'utérus, le ligament suspenseur de l'ovaire et le hile de l'ovaire.